# Phoenix Suns 1972-1973
La stagione NBA 1972-1973 fu la 5ª stagione della storia dei Phoenix Suns che si concluse con un record di 38 vittorie e 44 sconfitte nella regular season, il 3º posto nella Pacific Division, e il 6º posto nella Western Conference.
Dopo appena sette partite Butch van Breda Kolff venne sostituito da Jerry Colangelo alla guida della squadra.
La squadra non riuscì a qualificarsi per i playoff del 1973.

## Draft
| Giro | Scelta | Giocatore     | Posizione | Nazionalità | Università/Club |
| ---- | ------ | ------------- | --------- | ----------- | --------------- |
| 1    | 4      | Corky Calhoun | ala       | Stati Uniti | Pennsylvania    |

## Regular season
| Squadra                | V  | P  | %    | GB |
| ---------------------- | -- | -- | ---- | -- |
| Los Angeles Lakers     | 60 | 22 | 73,2 | -  |
| Golden State Warriors  | 47 | 35 | 57,3 | 13 |
| Phoenix Suns           | 38 | 44 | 46,3 | 22 |
| Seattle SuperSonics    | 26 | 56 | 31,7 | 34 |
| Portland Trail Blazers | 21 | 61 | 25,6 | 39 |

## Play-off
Non qualificata

## Roster
| N° | Naz.                   | Ruolo | Sportivo         | Anno | Alt. | Peso |
| -- | ---------------------- | ----- | ---------------- | ---- | ---- | ---- |
| 1  | Stati Uniti (bandiera) | G     | Mo Layton        | 1948 | 185  | 82   |
| 5  | Stati Uniti (bandiera) | GA    | Dick Van Arsdale | 1943 | 196  | 95   |
| 11 | Stati Uniti (bandiera) | G     | Clem Haskins     | 1943 | 191  | 88   |
| 13 | Stati Uniti (bandiera) | AC    | Gus Johnson      | 1938 | 198  | 104  |
| 14 | Stati Uniti (bandiera) | A     | Scott English    | 1950 | 198  | 93   |
| 16 | Stati Uniti (bandiera) | AC    | Lamar Green      | 1947 | 201  | 95   |
| 20 | Stati Uniti (bandiera) | A     | Corky Calhoun    | 1950 | 201  | 95   |
| 23 | Stati Uniti (bandiera) | A     | Paul Stovall     | 1948 | 193  | 98   |
| 31 | Stati Uniti (bandiera) | C     | Walt Wesley      | 1945 | 211  | 100  |
| 33 | Stati Uniti (bandiera) | GA    | Charlie Scott    | 1948 | 196  | 79   |
| 41 | Stati Uniti (bandiera) | C     | Neal Walk        | 1948 | 208  | 100  |
| 42 | Stati Uniti (bandiera) | AC    | Connie Hawkins   | 1942 | 203  | 95   |

## Staff tecnico
- Allenatori: Butch van Breda Kolff (3-4) (fino al 30 ottobre)[1], Jerry Colangelo (35-40)
- Preparatore atletico: Joe Proski

### Arrivi/partenze
Mercato e scambi avvenuti durante la stagione:
Arrivi
| N° | Naz.                   | Ruolo | Sportivo    |  | Alt. |  |
| -- | ---------------------- | ----- | ----------- |  | ---- |  |
| 31 | Stati Uniti (bandiera) | C     | Walt Wesley |  |      |  |

Partenze
| N° | Naz.                   | Ruolo | Sportivo    |  | Alt. |  |
| -- | ---------------------- | ----- | ----------- |  | ---- |  |
| 13 | Stati Uniti (bandiera) | AG    | Gus Johnson |  |      |  |